# Johan Ludwig Mowinckel
Pour les articles homonymes, voir Mowinckel.
Johan Ludwig Mowinckel, né le 22 octobre 1870 à Bergen et mort le 30 septembre 1943 à New York, est un homme d'État norvégien, membre du Venstre.

## Biographie
Il a été maire de Bergen entre 1902 et 1906 et entre 1911 et 1913. Il fut membre du parti social-libéral Venstre, classé à gauche. Il a été également Premier ministre de Norvège à trois reprises : entre 1924 et 1926, puis de 1928 à 1931 et enfin de 1933 à 1935.

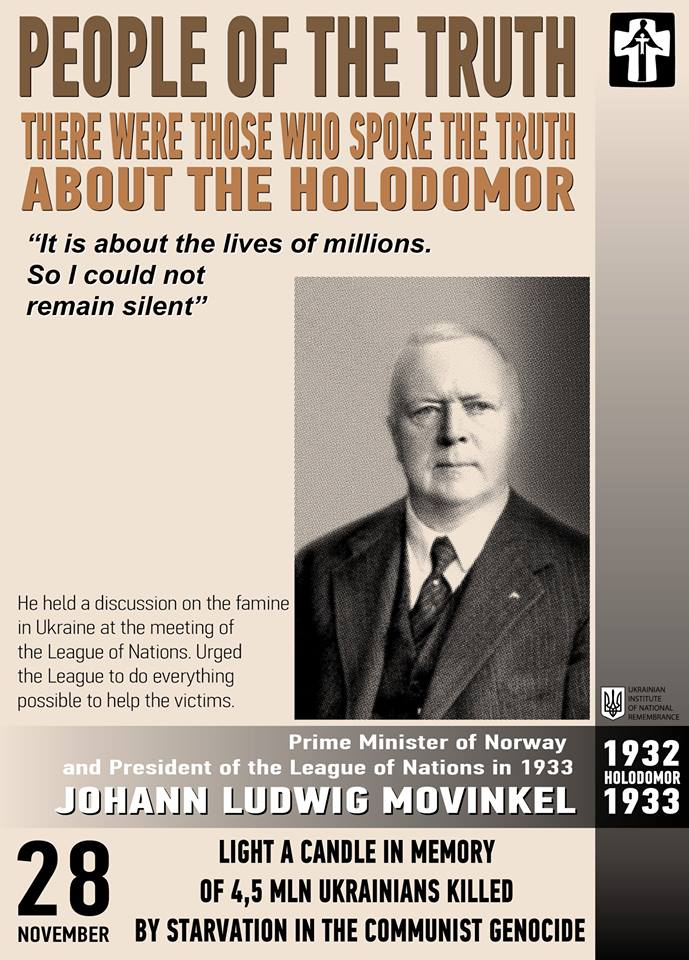
Sur la série Gens de vérité pour son rôle à propos de l'Holodomor produit par l'Institut ukrainien de la mémoire nationale.